# Tianchisaurus
Tianchisaurus nedegoapeferimpa
Genre
Espèce
Tianchisaurus (signifiant « lézard de la piscine céleste »), également appelé Tianchiasaurus et « Jurassosaurus », est un genre éteint de dinosaures Ankylosauria de la formation de Toutunhe, en Chine, datant du Jurassique moyen-supérieur (Bathonien-Oxfordien). S'il appartient réellement à la famille des Ankylosauridae comme l'a proposé Dong Zhiming, il serait le deuxième membre le plus ancien de cette famille, étant légèrement plus jeune que Spicomellus. Contrairement aux autres Ankylosauridae, il ne possédait pas de massue osseuse à l'extrémité de sa queue. Le type et seule espèce est Tianchisaurus nedegoapeferimpa.

## Découverte et dénomination
L'holotype (IVPP V. 10614), découvert en 1974, se compose de fragments de crâne, de cinq vertèbres cervicales, de six vertèbres dorsales, de sept vertèbres sacrales et de trois vertèbres caudales, de fragments de membres, de scutelles et de quelques fragments non identifiables,,.
Le spécimen type était officieusement appelé « Jurassosaurus » d'après le film Jurassic Park de 1993, et l'épithète d'espèce nedegoapeferima est formé à partir des noms de famille des principales vedettes du film : Sam Neill, Laura Dern, Jeff Goldblum, Richard Attenborough, Bob Peck, Martin Ferrero, Ariana Richards et Joseph Mazzello. Le nom a été proposé par le réalisateur Steven Spielberg, qui a financé la recherche chinoise sur les dinosaures. Dong Zhiming a finalement écarté le nom de genre « Jurassosaurus » (qui est maintenant un nomen nudum) en faveur de Tianchisaurus, mais a conservé le nom d'espèce en l'honneur des acteurs. Le document de description utilise les orthographes Tianchiasaurus et Tianchisaurus de manière interchangeable, mais est orthographié avec le « a » supplémentaire dans la section le nommant comme un nouveau genre. En 1994, Dong a publié un erratum indiquant que Tianchisaurus est le nom correct.
Sanghongesaurus, décrit par Zhao Xijin (1983), est parfois considéré comme un Ornithischia basal ou un synonyme de Tianchisaurus.
Tianchisaurus était probablement apparenté aux seuls autres Ankylosauria connus vivant en même temps au Jurassique moyen, Sarcolestes et Spicomellus. Il est considéré comme nomen dubium, notamment par D. Delsate et al. (2018) et P. M. Galton (2019).